# Canard laqué de Pékin
Pour les articles homonymes, voir Canard laqué et Canard de Pékin.
Le canard laqué de Pékin (chinois simplifié : 北京烤鸭 ; chinois traditionnel : 北京烤鴨 ; pinyin : Běijīng kǎoyā ; Wade : Bei³jing¹ kao³ya¹ ; cantonais Jyutping : Bak¹ging¹ haau¹aap³) est une spécialité culinaire traditionnelle de la cuisine de Pékin, à base de canard de Pékin laqué, variante du canard laqué à la cantonaise. Il est un des symboles de la Chine et de l'art culinaire de la cuisine chinoise. Le canard de Pékin est laqué puis rôti pendant plusieurs heures, avec une chair juteuse, moelleuse, fondante, et parfumée et une peau luisante et croustillante.

## Histoire
Le canard laqué est préparé à la Cité interdite de Pékin pendant la dynastie Ming, qui règne sur la Chine entre 1368 et 1644. Il apparait en particulier dans le livre de cuisine Yinshan zhengyao (en) (Principes diététiques) du XIVe siècle du médecin-diététicien chinois Hu Sihui (en). Le canard était alors rôti dans un four à bois fermé. Il devient un des plats favoris de l’empereur Qianlong et de l'impératrice Cixi, au XVIIIe siècle, et se popularise et devient très en vogue sous la dynastie Qing (dernière dynastie impériale à régner sur la Chine, de 1644 à 1912),.  

## Présentation et consommation à Pékin
Le canard laqué de Pékin peut être servi traditionnellement en trois services :

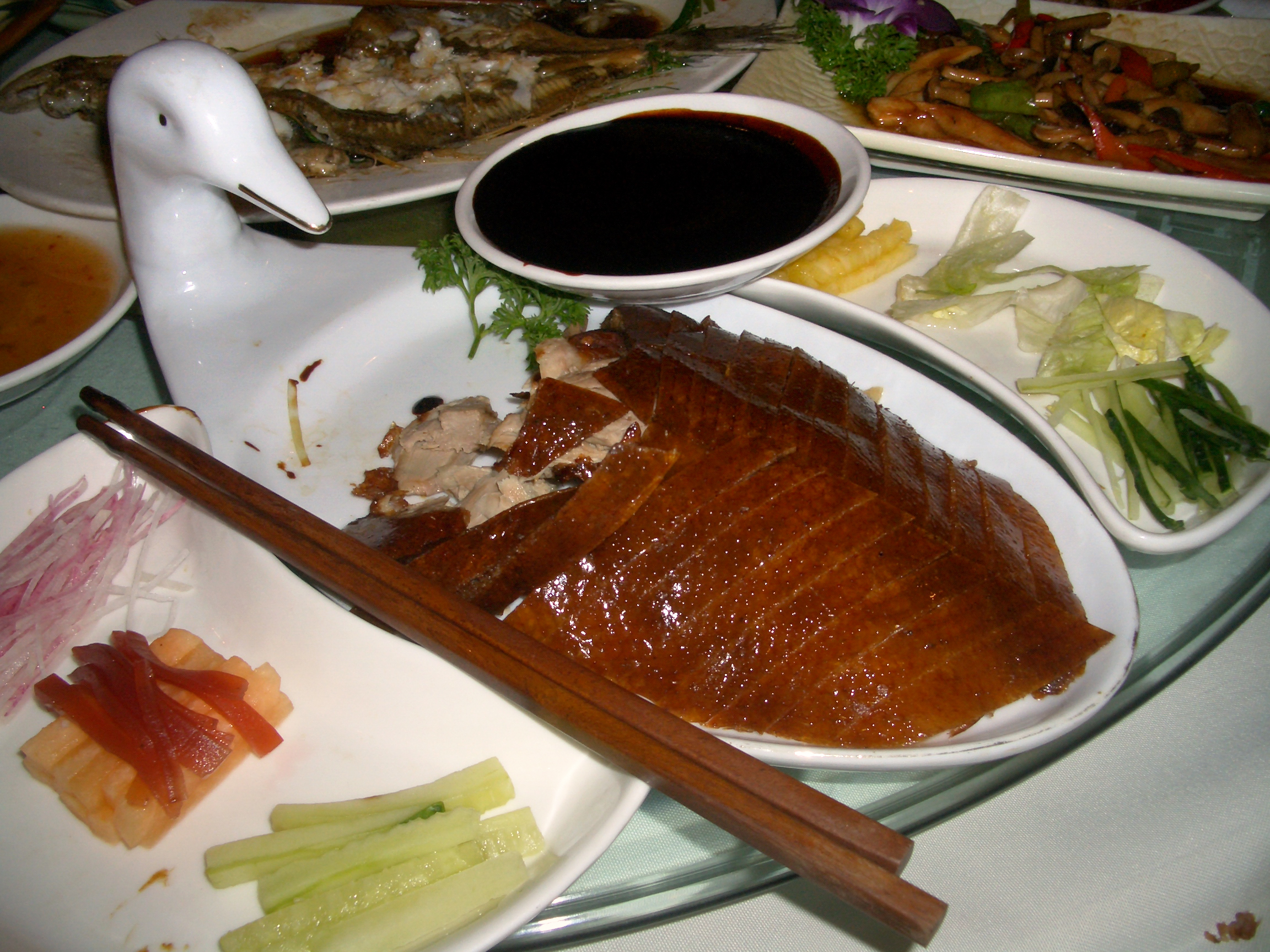
Présentation traditionnelle avec peau du canard présentée en lamelles.
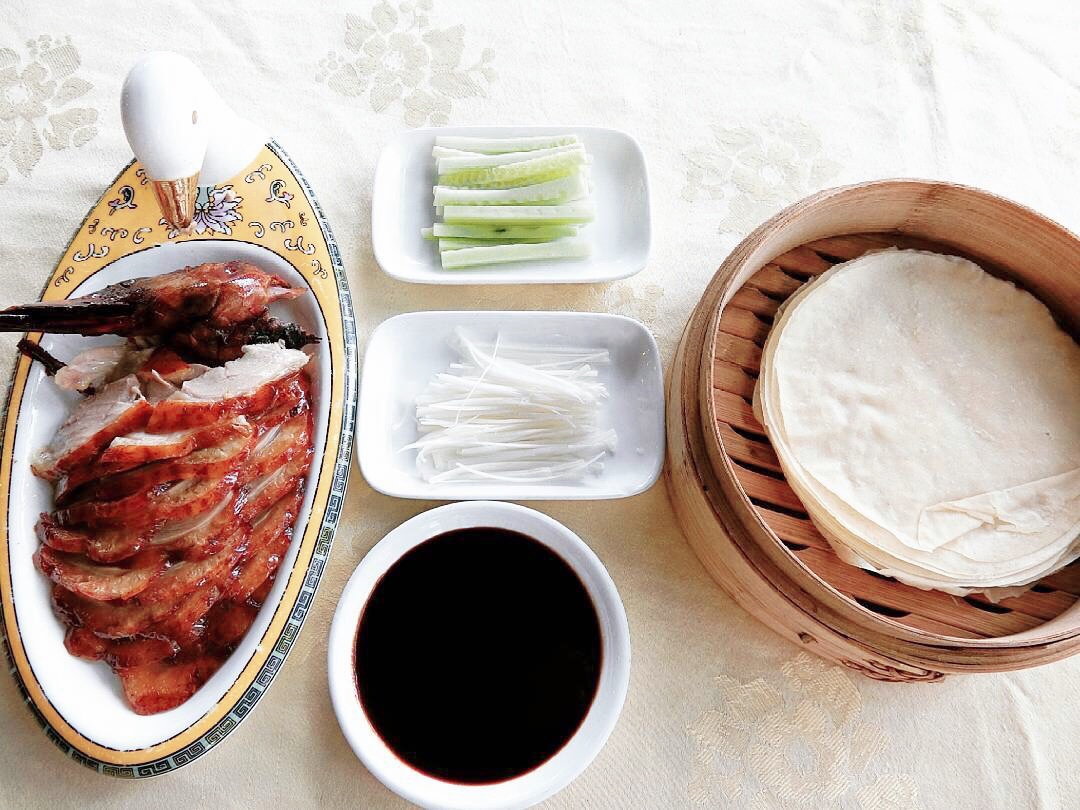
Canard laqué découpé et ses galettes cuites dans un cuiseur vapeur en bambou.

- La peau du canard laqué est coupée, généralement devant le client par un cuisinier et présentée dans un plat, en fines lamelles constituées de la peau laquée et croustillante et d'un peu de graisse et de chair[8]. Ces morceaux sont placés par le client sur de fines galettes avec un tronçon d'oignon vert et de concombre trempé dans de la sauce épaisse à base de farine de blé fermentée. La galette peut alors être roulée puis dégustée.

- La viande de canard est ensuite dégustée lors d'un second service.

- Le temps que les clients dégustent ces premiers plats, le reste de la viande retourne en cuisine, où elle va servir à préparer une soupe à partir d'un bouillon digestif de légumes, avec un mélange de divers épices[9].

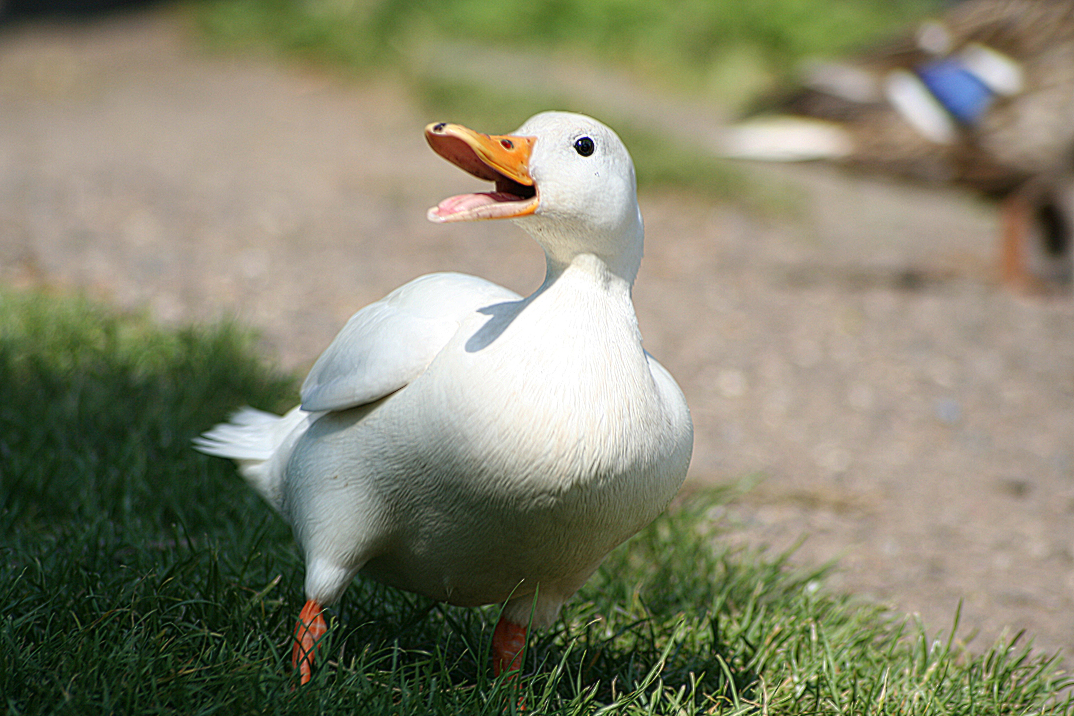
Canard de Pékin.
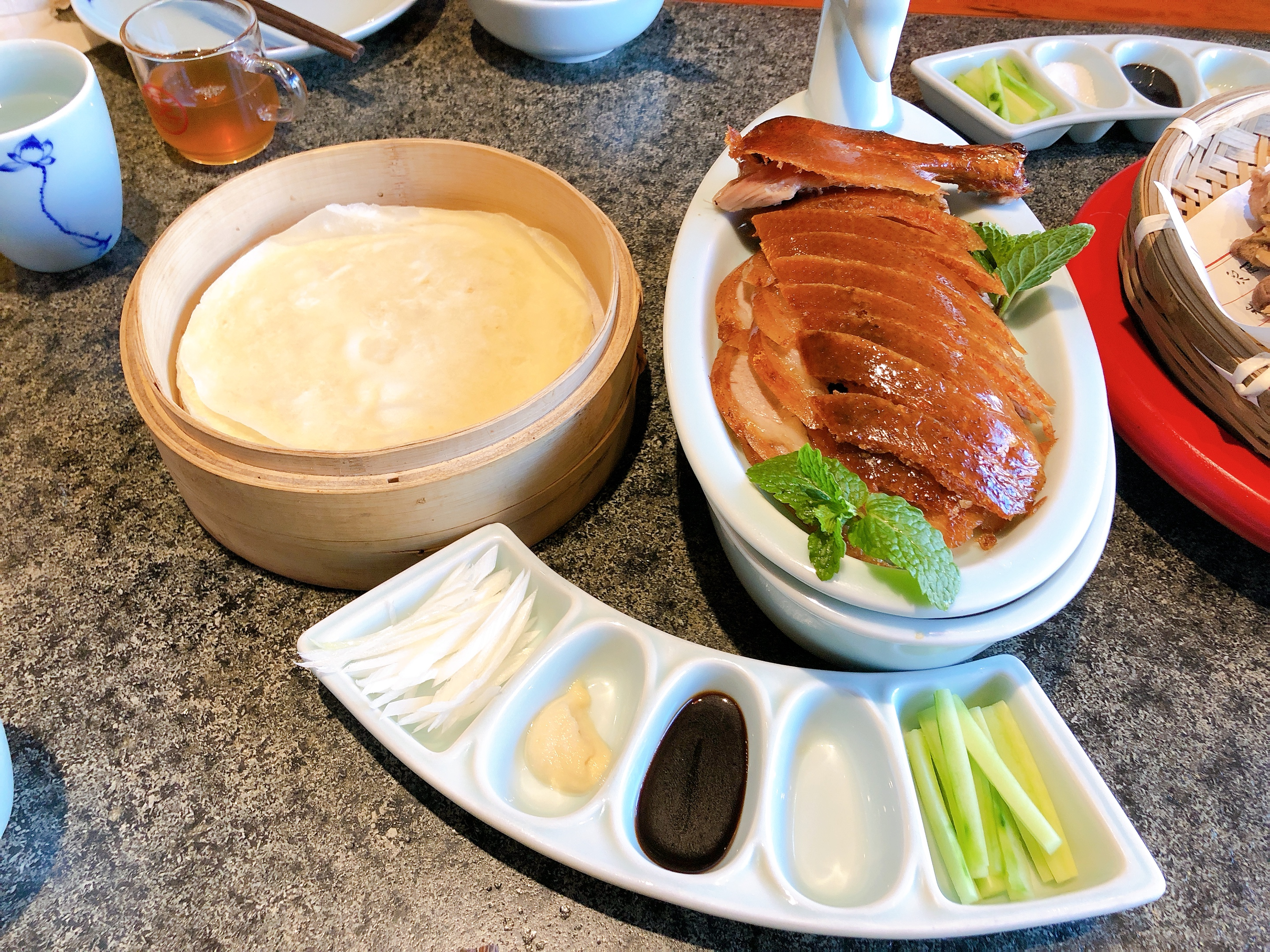
Accompagnement de poireau finement découpé, de morceaux de concombre, et d'une sauce à base de haricot mungo et de farine.
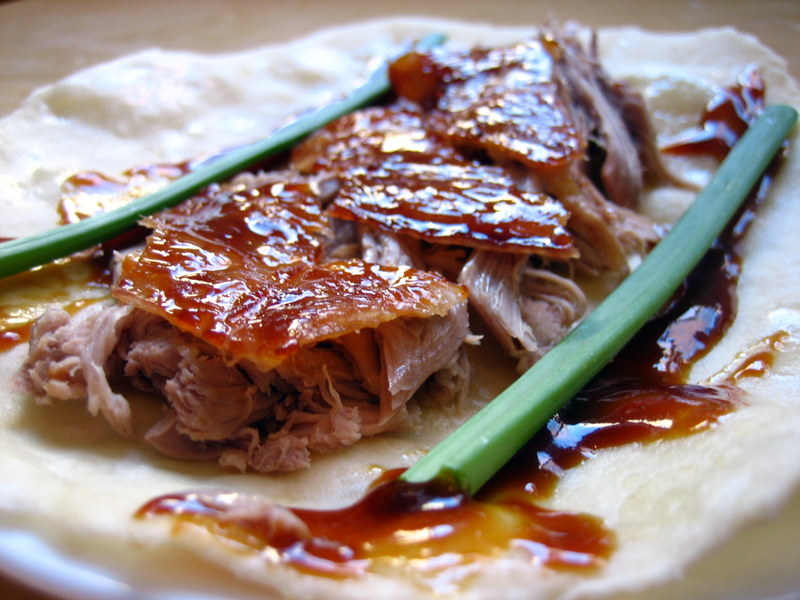
Le canard et les légumes d'accompagnement sont trempés dans la sauce, puis roulés dans une galette.
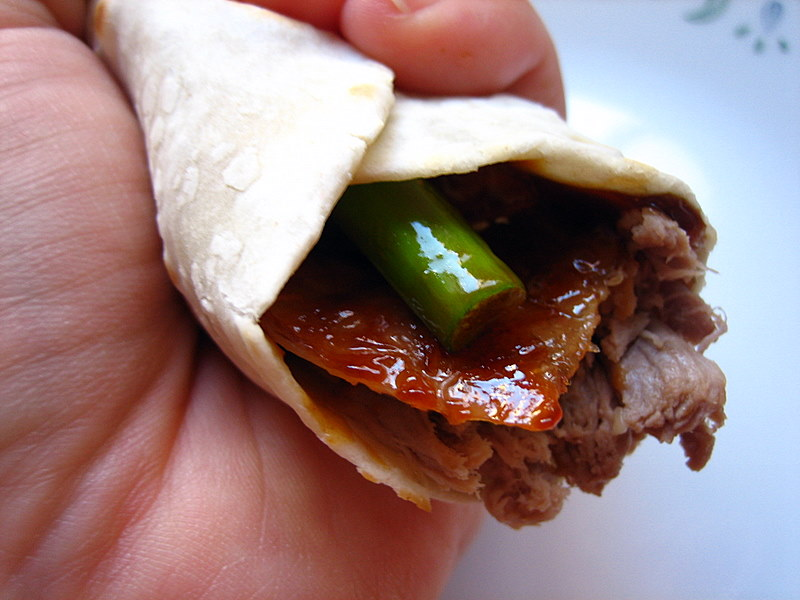
Galette roulée.

## Préparation traditionnelle du canard
La préparation du canard de Pékin laqué commence dès la naissance de l'animal. Il est engraissé par gavage pendant deux mois puis égorgé dès qu'il pèse environ 3 kilos. Il est ensuite gonflé d’air sous la peau, vidé de ses entrailles, ébouillanté, enduit de miel et séché. Lors du rôtissage, la chair du canard est cuite de l’intérieur par vaporisation d’eau bouillante. 

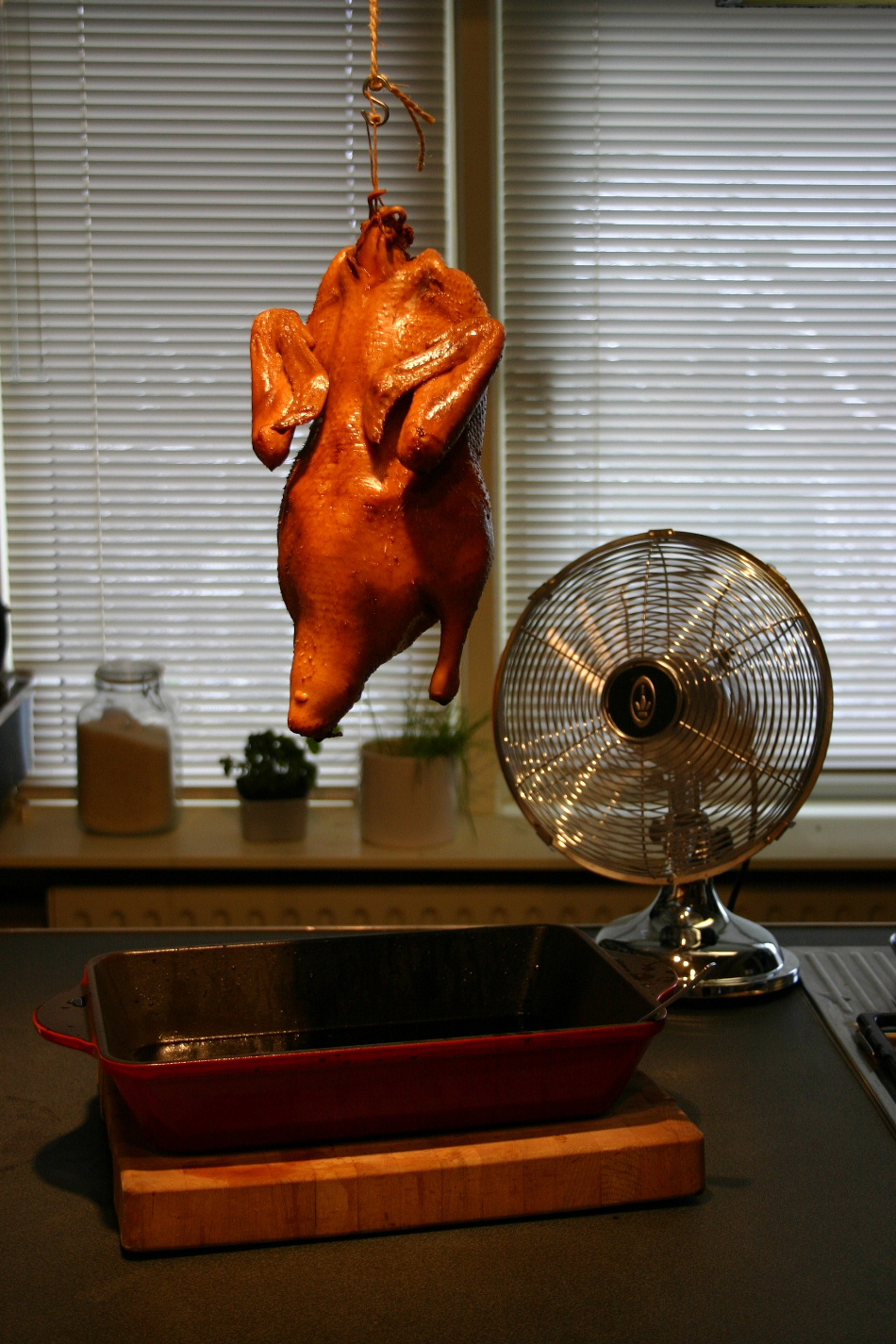
Séchage pendant cinq heures.
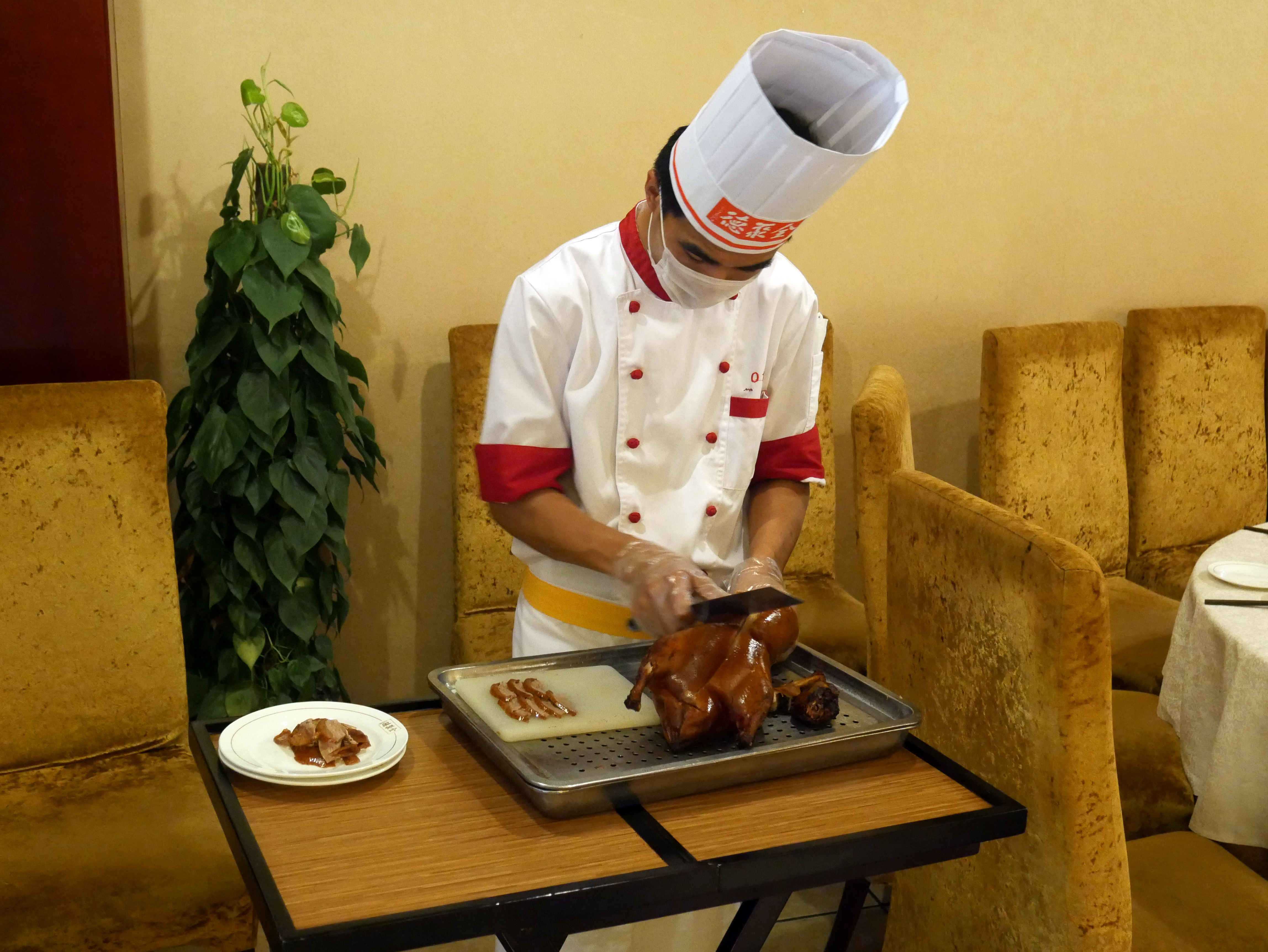
Découpage du canard devant les clients d'un restaurant gastronomique de Pékin.
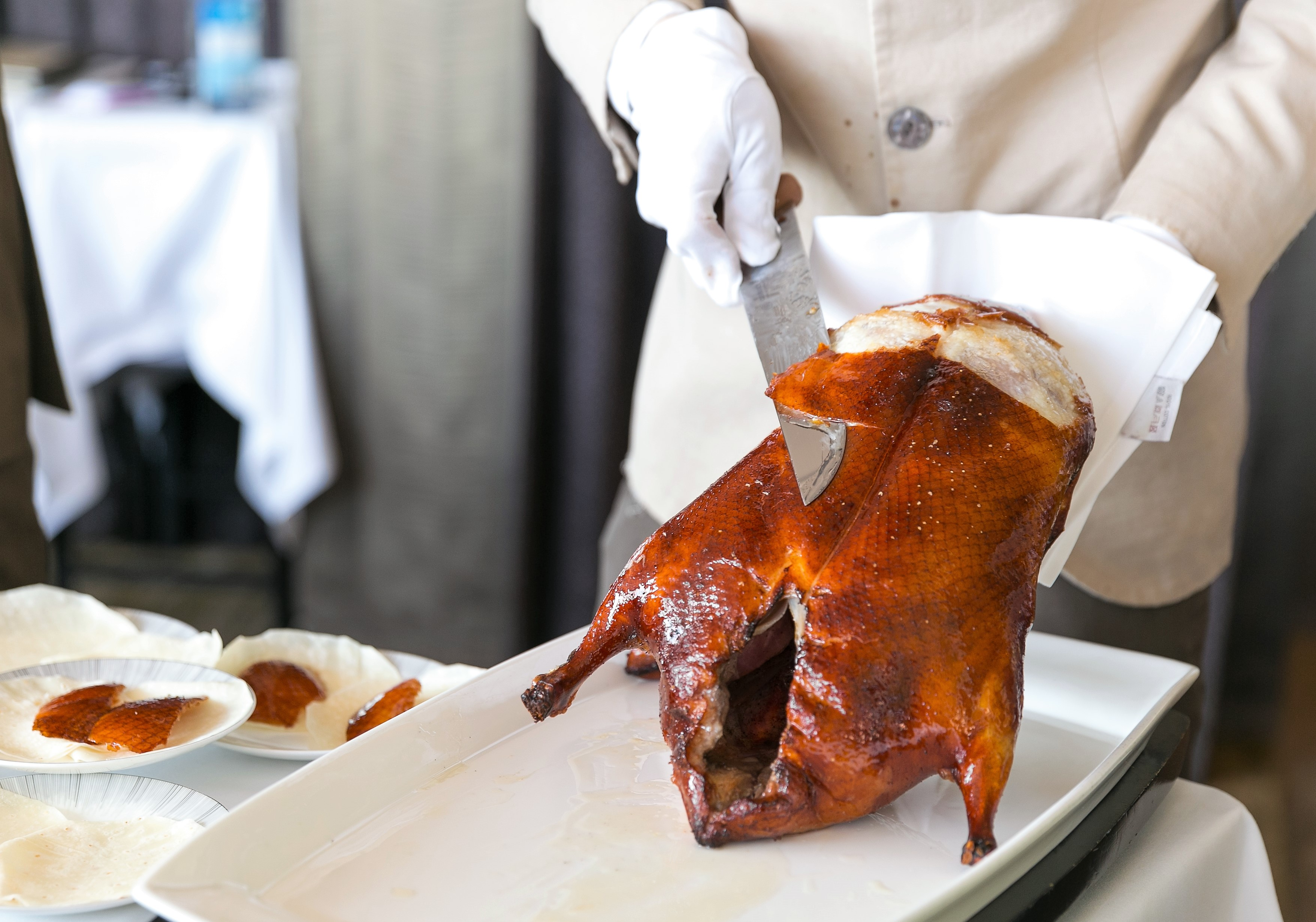
Découpage.
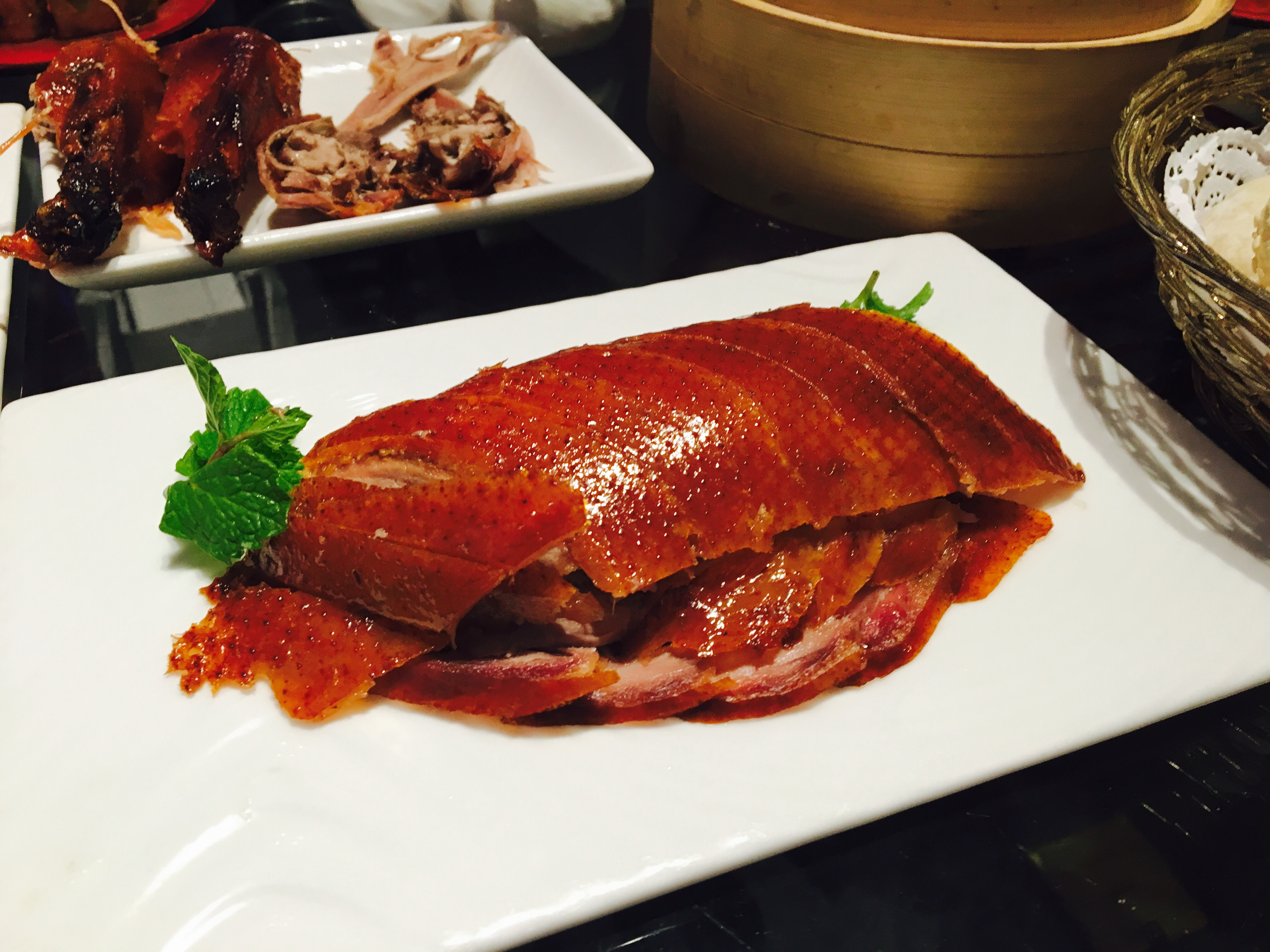
Présentation.
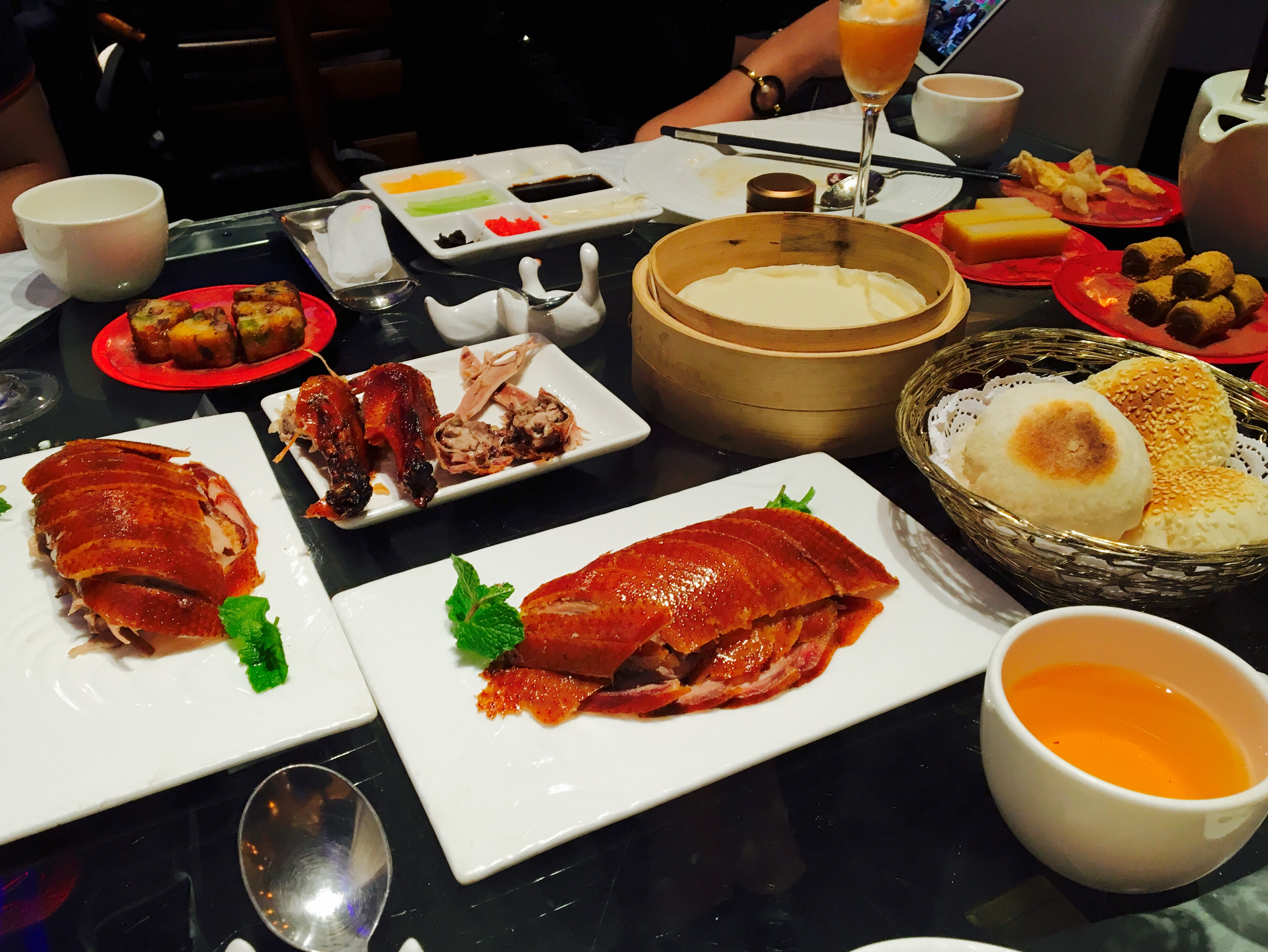
Présentation avec accompagnements.

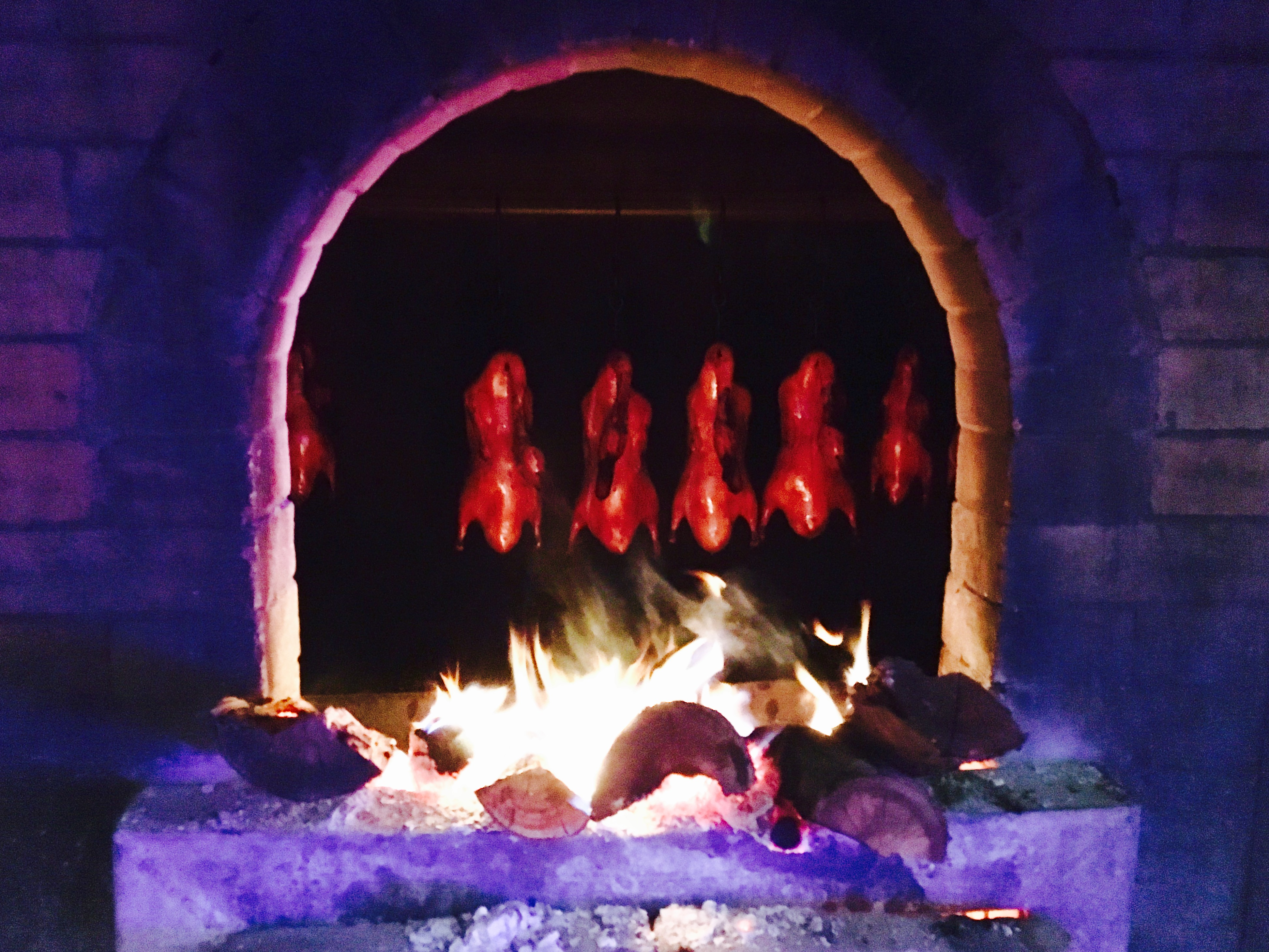
Rôtissage dans un four à bois traditionnel.

Dans la recette traditionnelle, le canard est tué 24 à 48 heures à l'avance. En pratiquant une incision au niveau du croupion et en soufflant, la peau est décollée de la chair et le canard est ensuite enduit d'un mélange contenant notamment du miel et est enfin suspendu et séché dans une pièce bien ventilée et aérée. 
Les fours à bois traditionnels sont alimentés en bois d’arbres fruitiers comme le jujubier, le poirier et le pêcher, qui fument très peu lors de la combustion et imprègnent le canard du parfum. Enfin, le canard rôti est suspendu dans une pièce bien aérée et laissé à refroidir. Une fois prêt, le canard a une couleur de datte, sa viande est tendre et sa peau croustillante et sucrée.

## Autres plats

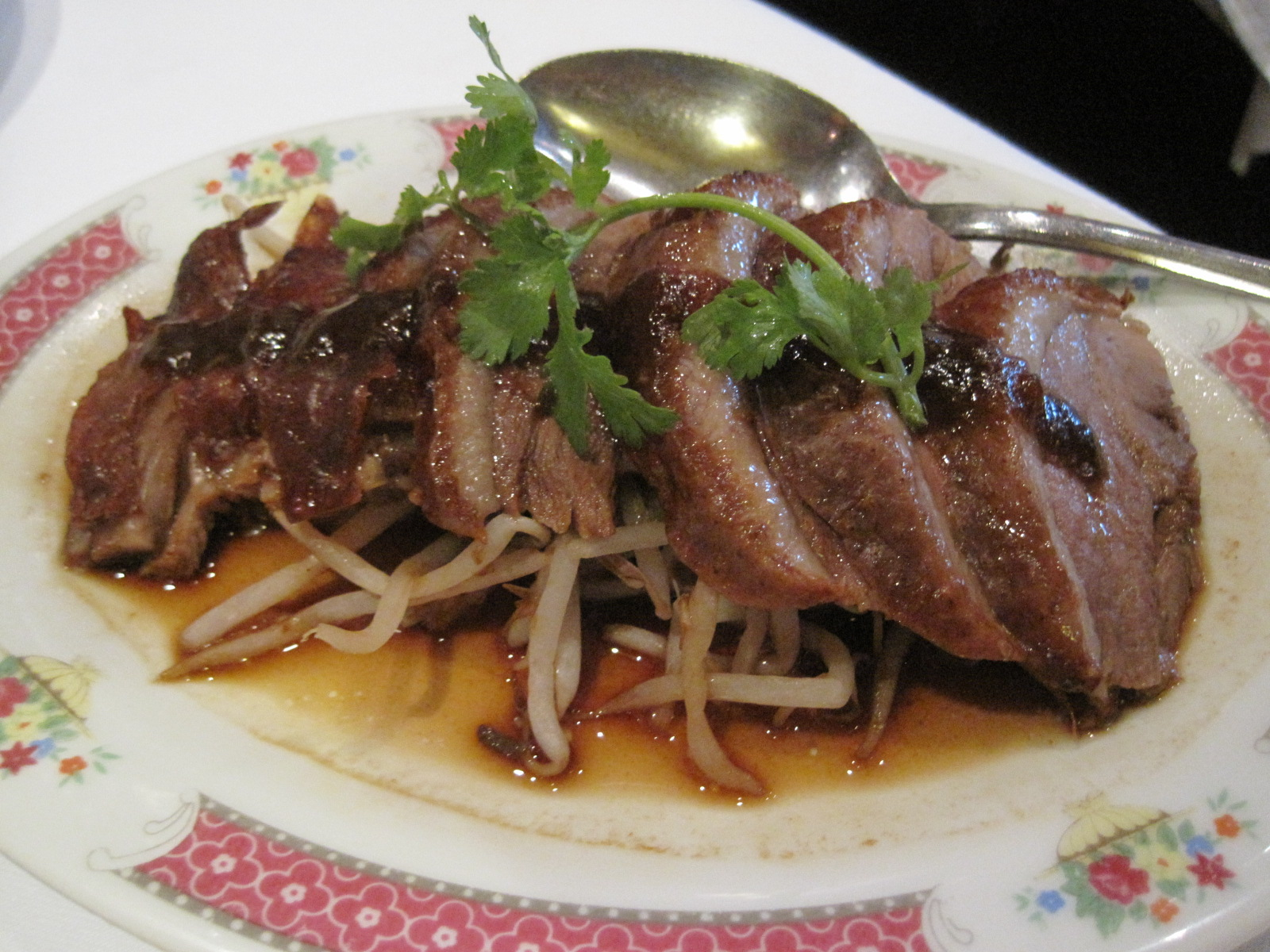
Canard laqué à la cantonaise

On peut également trouver à Pékin, comme dans d'autres parties de la Chine, les différentes pièces du canard, à emporter. Certains restaurant préparant la recette traditionnelle du canard laqué de Pékin proposent d'ailleurs cela.
Dans le sud de la Chine, ou à Canton, ou encore dans la plupart des restaurants chinois occidentaux, le canard laqué (ou canard laqué à la cantonaise) est préparé et présenté différemment, avec des morceaux plus épais contenant chair et peau moelleuses marinées au miel, et consommées en sauce ou en soupe. 

## Restaurants historiques de Pékin
Des restaurants historiques de Pékin tels que Bianyifang (en) (depuis 1416) ou Quanjude (en) (depuis 1864) se distinguent par l’art et la manière de servir ce plat selon le cérémonial d'art culinaire hérité de la tradition gastronomique chinoise.